# Plectris molesta
Plectris molesta är en skalbaggsart som beskrevs av Kirsch 1873. Plectris molesta ingår i släktet Plectris och familjen Melolonthidae. Inga underarter finns listade i Catalogue of Life.